# Лебада-Схід – Мідія
Лебада-Схід – Мідія  – румунський газопровід, споруджений для подачі ресурсу з офшорних родовищ.
У 1987 році в Чорному морі почалась розробка першого румунського родовища – нафтогазового Лебада-Схід. Для транспортування з нього нафти проклали трубопровід довжиною  85 км та діаметром 300 мм, проте перші кілька років його використовували у тимчасовій схемі для перекачування газу, тоді як нафту вивозили на береговий термінал танкером. Нарешті, в 1996-му спорудили постійний газопровід довжиною 80 км та діаметром 400 мм, котрий прямує до терміналу Мідія (дещо північніше від Констанци).
Також варто відзначити, що в подальшому через Лебада-Схід подали продукцію родовищ Лебада-Захід, Сінає, Дельта і Пескарус.
З терміналу Мідія ресурс подається до газотранспортної системи країни через трубопровід Тасаул – Ісакча.